# São Bernardo (Portugal)
Pour les articles homonymes, voir São Bernardo.
São Bernardo est une paroisse civile portugaise (en portugais : freguesia) de la municipalité d'Aveiro et du district du même nom.

## Géographie
São Bernardo est située au sud-est du centre urbain d'Aveiro (Glória e Vera Cruz).

## Démographie
Lors du recensement de 2021, São Bernardo compte 5 273 habitants.

## Sport
On y trouve le Centro Desportivo São Bernardo, vainqueur du Championnat du Portugal masculin de handball en 2003 et 2004.